# Vincent Bolloré
Vincent Bolloré (Boulogne-Billancourt, 1 de abril de 1952) es un empresario multimillonario francés. Fue presidente y director general del grupo inversor Bolloré hasta su jubilación en 2022.

## Biografía
Nacido en Boulogne-Billancourt en 1952, se graduó por la Universidad de París X Nanterre. Comenzó su carrera en el banco de inversión Edmond de Rothschild para más adelante asumir el control del conglomerado familiar Bolloré,  con intereses en el transporte marítimo y el comercio en África y en la fabricación de papel. 
Amigo de arriesgadas apuestas empresariales, es conocido por su asalto al grupo de construcción Bouygues, de donde se fue con una importante ganancia tras una lucha de poder. Hizo un movimiento similar en la empresa francesa de videojuegos Ubisoft, de la que poseía una participación aproximada del 27% en 2016. En ese momento, el presidente de Ubisoft, Yves Guillemot, maniobró con Tencent Games, entre otras empresas, para hacer frente a las maniobras de Bolloré, que salió de la compañía tras vender su participación en unos 2.450 millones de dólares. 
A finales de 2004, el grupo comenzó a adquirir pequeñas participaciones del grupo publicitario Havas, hasta convertirse en su mayor accionista individual. Dio un golpe de mano y reemplazó a Alain de Pouzilhac como director ejecutivo en julio de 2005 y a través de su empresa familiar amplió sus intereses mediáticos con el lanzamiento de la estación de televisión Direct 8. A finales de 2005, comenzó a adquirir una participación en el grupo independiente británico Aegis y en julio de 2006 su participación en Aegis ascendía al 29% de la compañía. 
En junio de 2006 lanzó Direct Soir, un periódico gratuito.  El periódico, junto con Matin Plus, la edición matutina gratuita también dirigida por el grupo Bolloré, fue criticado por presentar una imagen demasiado optimista de los líderes africanos asociados con el conglomerado de Bolloré.  En noviembre de 2010, el tribunal administrativo de París ordenó la rescisión inmediata del contrato entre la RATP y el grupo Bolloré que permitía a este último distribuir Direct Matin y Direct Soir en los quioscos del metro de París.  Al mes siguiente, Direct Soir dejó de publicarse. 
En enero de 2008, mostró interés en adquirir participaciones del fabricante de automóviles italiano Pininfarina y en 2014, como presidente de Vivendi, decidió invertir en la empresa de telecomunicaciones Telecom Italia y en la emisora italiana Mediaset, controlada por el holding de la familia de Silvio Berlusconi, Fininvest. 
El Grupo Bolloré también ocupa posiciones importantes en las economías de varias antiguas colonias francesas en África (en particular, Costa de Marfil, Gabón, Camerún y República del Congo). 
Como resultado de la salida a bolsa de Universal Music Group (UMG) en el índice Euronext Ámsterdam, Bolloré pasó a poseer el 18 % de las acciones de UMG. 
Se retiró oficialmente como presidente de la empresa familiar el 17 de febrero de 2022. 

## Participación en los medios
El grupo Bolloré invirtió durante años en medios de comunicación hasta el punto de ser el principal accionista del grupo de medios Vivendi y poseer una participación del 10 % en Universal Music Group (el propio Vincent Bolloré posee directamente otro 18%), además de controlar numerosas cadenas de televisión y periódicos.  En 2022 adquirió la emisora de radio privada más importante de Francia, Europe 1, justo a tiempo para las elecciones presidenciales francesas de ese año.  Un artículo de The New York Times en 2022 destacó la influencia mediática del grupo en la ascensión del político de extrema derecha Éric Zemmour.  El grupo Bolloré también ayudó en la formación y promoción de la alianza entre miembros de Los Republicanos y la Agrupación Nacional para las elecciones legislativas francesas de 2024. 

## Controversias
En abril de 2016, Bolloré inició una demanda por difamación contra el periódico Bastamag, que había descrito las condiciones de derechos humanos "catastróficas" en sus plantaciones de Liberia. 
El 24 de abril de 2018, Bolloré fue detenido por un asunto sobre concesiones portuarias en Lomé, Togo y Conakri, Guinea. Fue acusado de "corrupción de agentes extranjeros", "falsificación de documentos" y "complicidad en abuso de confianza".  La tipificación del delito implicaba una multa máxima de 1 millón de euros y hasta 10 años de prisión. 
En enero de 2021, Bolloré y otros dos ejecutivos de Bolloré se declararon culpables ante un tribunal de París por suministrar servicios de comunicación por valor de 370.000 € al presidente de Togo, Faure Gnassingbé, durante sus campañas presidenciales. 
En septiembre de 2022, el canal C8 fue objeto de varias controversias sobre su integridad, encontrándose evidencia de que a los presentadores e invitados del canal se les ordenaba qué decir. El lenguaje incendiario utilizado en su programa Touche pas à mon poste fue sancionado con 3,5 millones de € por haber insultado públicamente a un parlamentario del partido Francia Insumisa. 

## Vida personal
Bolloré se casó con Sophie Fossorier en 1977 con la que tuvo cuatro hijos, entre ellos Yannick Bolloré. A mediados de la década de 1990, se separó de su esposa y comenzó una relación con una de sus cuñadas.  El divorcio de Sophie y Bolloré se sustanció en 2004.  Fue cuñado del político Gérard Longuet. 
En 2021 Bolloré fue pareja de Anaïs Jeanneret, una escritora francesa.  En 2023, según Bloomberg News, estaba entre las 250 personas más ricas del planeta con una fortuna estimada en 8.600 millones de dólares.  Es amigo personal del ex presidente francés Nicolas Sarkozy.  fue acusado de pagar las vacaciones del político. 